# Fritz Falkenstein
Selmar Fritz Falkenstein, in den USA zumeist als Norbert Faulkner, (* 17. Februar 1900 in Berlin; † 24. Februar 1986 in Los Angeles, Vereinigte Staaten) war ein deutscher Drehbuchautor.

## Leben und Wirken
Über Herkunft und Ausbildung Falkensteins ist derzeit nichts bekannt; ob er mit dem gleichnamigen Schauspieler identisch ist, der 1921 in dem Stummfilmzweiteiler Die Brillantenmieze auftrat, erscheint fraglich. Seine ersten nachweislichen Schritte beim Film unternahm der gebürtige Berliner als Dramaturg bei der Produktionsfirma Orplid Film GmbH. Für sie verfasste er auch im Herbst 1927 seinen ersten Drehbuchentwurf für eine Filmbiografie über die wenige Tage zuvor tödlich verunglückte Tänzerin Isadora Duncan, der aber offensichtlich nicht umgesetzt wurde.
In den Jahren 1928 bis 1932 verfasste Falkenstein eine Fülle von Manuskripten, die von unterschiedlichen Gesellschaften verfilmt wurden, darunter überwiegend Lustspiele, aber auch mehrere Kriminalstoffe. Dabei kollaborierte er mehrfach mit erfahreneren Drehbuchkollegen wie Curt J. Braun, Walter Wassermann, Walter Schlee und Irma von Cube. Die Machtergreifung durch die Nationalsozialisten beendete schlagartig Falkensteins Autorenkarriere beim deutschen Film.
Zu diesem Zeitpunkt befand sich der jüdische Deutsche jedoch längst in den Vereinigten Staaten, wo er seit dem 23. März 1932 nachweisbar ist. In der Folgezeit beteiligte sich Falkenstein an einem Drehbuch zu dem französischen Abenteuer- und Historienfilm Tarass Boulba des aus Hitler-Deutschland geflohenen Alexis Granowsky. Kurz darauf nahm Fritz Falkenstein im Spätsommer 1936 die US-amerikanische Staatsbürgerschaft an. Anschließend setzte er dort seine Autorentätigkeit unter dem Pseudonym Norbert Faulkner – nahezu ausschließlich als Storylieferant und Treatmententwickler – mit wenig Nachhall beim Film und Fernsehen fort.

## Filmografie
- 1928: Spelunke
- 1928: Die Siebzehnjährigen
- 1928: Quartier Latin
- 1929: Auf Leben und Tod
- 1929: Geheimpolizisten
- 1929: Möblierte Zimmer
- 1930: Der Nächste – bitte!
- 1930: Das Rheinlandmädel
- 1930: Heute Nacht – eventuell
- 1931: Schatten der Manege
- 1931: Nie wieder Liebe
- 1931: Keine Feier ohne Meyer
- 1931: Vater geht auf Reisen
- 1932: Der Frechdachs
- 1932: Ballhaus Goldener Engel
- 1932: Aus einer kleinen Residenz
- 1933: Die kleine Schwindlerin
- 1936: Tarass Boulba
- 1937: Ein Mann, wie man ihn wünscht (The Perfect Specimen) (TV-Titel: Ein Kerl zum Verlieben)
- 1940: Lady with Red Hair (nur Story)